# Outi Alanne
Outi Alanne (Oulu, 4 de mayo de 1967) escritora finlandesa, también conocida por su pseudónimo NeitiNaru. En 1995, Alanne comenzó a estudiar literatura en la Universidad de Helsinki. Como un hobby, comenzó su propia página web llamada NeitiNarun Ihmeellinen Huone, donde discutió la sexualidad sadomasoquista con su pseudónimo, hasta que en 2002 publicó una novela autobiográfica llamada Neiti N:n tarina.
Alanne también fue presidente de la organización BDSM SMFR, fundada en Helsinki en 1996.

## Obra
- 2002 Neiti N:n tarina ISBN 951-0-27448-8
- 2006 Giljotiini ISBN 951-0-32078-1